# Clara-Kinga Szabo
Clara-Kinga Szabo (Târgu Mureș, 30 settembre 1951) è un'ex cestista rumena.

## Carriera
Con la Romania ha disputato due edizioni dei Campionati europei (1972, 1974).